# Тарифвил (Конектикат)
Тарифвил (енгл. Tariffville) насељено је место без административног статуса у америчкој савезној држави Конектикат.

## Демографија
По попису из 2010. године број становника је 1.324, што је 47 (-3,4%) становника мање него 2000. године.
| Група             | 2000.         | 2010.         |
| Белци             | 1.258 (91,8%) | 1.119 (84,5%) |
| Афроамериканци    | 37 (2,7%)     | 76 (5,7%)     |
| Азијати           | 28 (2,0%)     | 32 (2,4%)     |
| Хиспаноамериканци | 14 (1,0%)     | 65 (4,9%)     |
| Укупно            | 1.371         | 1.324         |